# Kaseko
Kaseko ist die populäre Tanz- und Unterhaltungsmusik der afro-surinamischen Bevölkerung Surinames (ehemals Teil von Niederländisch-Guayana im Nordosten Südamerikas). Der bekannteste Kaseko Sänger ist Lieve Hugo (Julius Theodorus Hugo Uiterloo, * 13. Dezember 1934 Paramaribo; † 15. November 1975 Amsterdam), der vor allem in den 70er Jahren seine erfolgreichste Zeit hatte.
Der Begriff Kaseko leitet sich ab von „casser le corps“ (französisch für „break the body“), einem schnellen Tanz in der Region aus der Zeit der Sklaverei. Im Kaseko verschmelzen viele Musikstile wie westliche Marschmusik, Chormusik, Jazz, lateinamerikanische Musik und Calypso mit Rhythmen afrikanischer Herkunft. Typisch für Kaseko ist der call-and-response Gesang. 
Kaseko hat sich aus Bigi-Poku entwickelt, einem stark von Dixieland-Jazz beeinflussten Musikstil, der in den 1930er Jahren von großen Brass Bands (Blaskapellen) auf Festivals gespielt wurde. Die ursprüngliche Klangfarbe des Kaseko wurde nach dem Zweiten Weltkrieg wesentlich vom Jazz, Calypso und den populären Stilrichtungen aus Brasilien, Venezuela und anderen Teilen der Karibik beeinflusst. Vom Bebop beeinflusster Kaseko wird auch Paramaribop genannt. Der Einfluss des Jazz ist so zum Beispiel bei der traditionellen Brass-Band Carlo Jones & The Surinam Kaseko Troubadours gut zu hören, erinnert die Band doch teilweise an New Orleans Brass-Bands.  
Als Folge der großen Auswanderungswelle in den 1970er Jahren, bei der viele Surinamer in die Niederlande (vor allem nach Amsterdam) gezogen sind, leben und produzieren die meisten Kaseko-Bands heute in den Niederlanden. 
Kaseko ist verwandt mit dem ebenfalls aus der Region stammenden Musikstil Kawina.

## Künstler & Bands
- Carlo Jones & The Surinam Kaseko Troubadours
- Lieve Hugo - Website
- La Caz
- La Rouge (Kawina)
- Sabakoe
- Ronald Snijders
- Yakki Famirie